# Aston Martin 2-Litre
La producció d'aquests models 2-Litre va començar l'any 1936, se'n van crear tres versions diferents. El primer model va ser el 2-Litre 15/98, seguidament va aparèixer el 2-Litre Speed Model i per acabar el 2-Litre 15/98 4 door Saloon. Aquests models van ser presentats l'any 1936 al Saló de l'Automòbil d'Olímpia, Grècia.

## Aston Martin 2-Litre 15/95
El 15/98 va ser el model estàndard d'Aston Martin des de 1936 en endavant. Estava construït sobre un xassís curt i inicialment era un descapotable de quatre places. Poc després, la firma britànica va decidir convertir-lo en un esportiu de dues places per tal d'estimular les seves vendes. Alguns van ser equipats amb dos seients a la part del darrere i els altres es van convertir en descapotables biplaça. Aquest model duia un motor de dos litres que aportava gairebé 100 cavalls de potència. Aquests exemplars, tant els de dos seients com els de quatre, tenien un preu d'entre £475 i £575.
Al crear el 2-Litre 15/95, Aston Martin volia combinar per primer cop esportivitat i comoditat. Equipava un sistema de suspensió de ballesta dissenyada per Andre-Hartford, uns frens de tambor a més d'un xassís molt rígid. Aquest model va guanyar el Gran Premi de Bèlgica de 1946 en la categoria de 1950cc de quatre cilindres. Disposava d'una caixa de canvis manual de quatre velocitats i va ser considerat com un dels cotxes més elegants d'aquella època.

## Aston Martin 2-Litre Speed Model

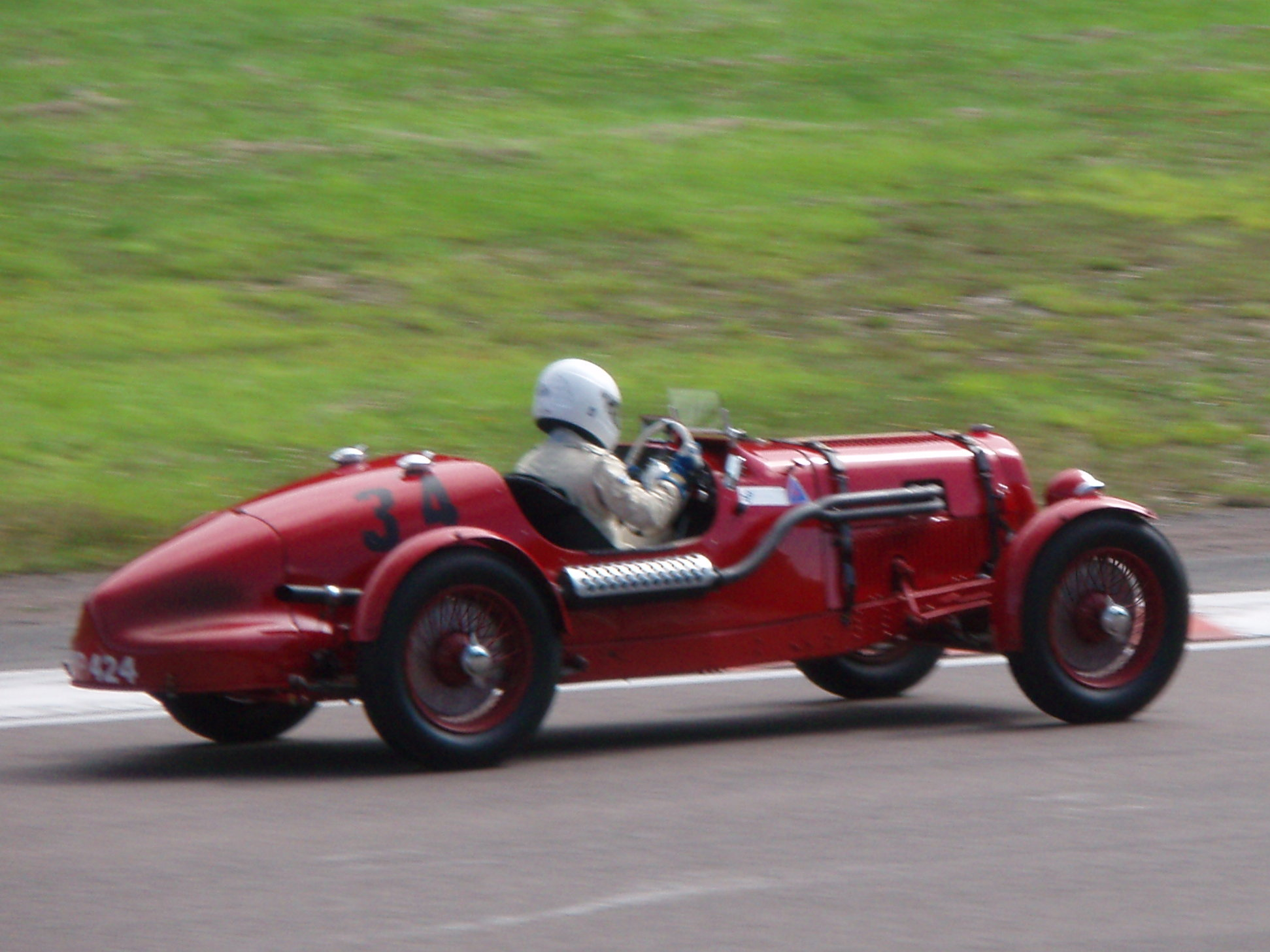
Aston Martin Speed Model, la versió més esportiva de la gamma 2-Litre de 1936.

L'Aston Martin Speed Model era la versió de carreres del model 2-Litre 15/98. L'any 1936 se'n van construir 23 unitats i dues van ser escollides per participar en la competició de Le Mans. Aquell mateix any, les carreres de Le Mans es van suspendre, ja que l'entitat passava per moments difícils. Tot i això, l'Speed Model va competir a Ulster TT, Spa, Mille Miglia, Brooklands, Donnington, Le Mans i en diverses curses arreu d'Europa. Es va proclamar guanyador en moltes d'elles i el públic amant del motor el considerava un dels millors cotxes que s'havien vist mai. Un model ràpid, competitiu i segur. Els últims cotxes de carreres van ser creats per E. Bertelli just abans de la Segona Guerra Mundial, se'ls va modificar la carrosseria i més tard van ser batejats com a Type C.
Aquest model disposava d'un motor de quatre cilindres en línia de dos litres que aportava 140 cavalls de potència a l'eix del darrere. La seva caixa de canvis de quatre velocitats va patir modificacions de competició, igual que la suspensió i els frens de tambor hidràulics. Actualment, algunes unitats de l'Speed Model es troben a la venda per un preu de £365,000.

### Fitxa tècnica
| Motor           | Quatre cilindres en línia   |
| Cilindrada      | 1,949 CC                    |
| Distribució     | 2 vàlvules per cilindre     |
| Potència màxima | 140CV                       |
| Transmissió     | Manual de quatre velocitats |
| Tracció         | Darrere                     |

## Aston Martin 15/98 4 door Saloon
El model 15/98 4 door Saloon va ser un automòbil de quatre portes fabricat per Aston Martin l'any 1936. Era l'últim model de la gamma 2-Litre i estava previst fabricar-ne 100 unitats. Aquest cotxe era considerat com un dels gran turismes més veloços de l'època. El 4 door Saloon estava construït sobre un gran xassís i disposava de quatre places, dos seients al davant i dos al darrere. Tot i això, el motor de dos litres no va donar el rendiment esperat, ja que el pes del cotxe dificultava el seu potencial. Aston Martin va tenir molts problemes alhora de construir i vendre aquest model. Degut a això, la firma britànica va reduir la seva producció a la meitat i només 50 unitats van ser construïdes. Pocs van sobreviure en la seva forma original, molts d'aquests cotxes van ser desballestats i alguns altres se'ls va modificar la carrosseria per donar-los un toc d'esportivitat. Actualment, els pocs models que van sobreviure estan a la venda per un preu de 35.000 €.